# بریدلینگتون
latitudeبریدلینگتونlongitudeبریدلینگتون
بریدلینگتون (به انگلیسی: Bridlington) یک منطقهٔ مسکونی در انگلستان است که در یورکشایر و هامبر واقع شده‌است.

## خصوصیات
بریدلینگتون ۳۵٬۳۶۹ نفر جمعیت دارد.